# ZFC in het seizoen 1964/65
Het seizoen 1964/1965 was het 10e jaar in het bestaan van de Zaandamse betaaldvoetbalclub ZFC. De club kwam uit in de Tweede divisie A en eindigde daarin op de 12e plaats. Tevens deed de club mee aan het toernooi om de KNVB beker, hierin werd de club in de eerste ronde uitgeschakeld door Velox (0–2).

## Wedstrijdstatistieken

### Tweede divisie A
|       | AGOVV | Cambuur | EDO   | De Graafschap | Haarlem | Heerenveen | Hilversum | PEC   | RCH   | Tubantia | Vitesse | Wageningen | Zaanstreek | Zwartemeer | Zwolsche Boys |
| ----- | ----- | ------- | ----- | ------------- | ------- | ---------- | --------- | ----- | ----- | -------- | ------- | ---------- | ---------- | ---------- | ------------- |
| Thuis | 1 – 1 | 1 – 3   | 2 – 1 | 0 – 1         | 3 – 0   | 1 – 1      | 0 – 0     | 1 – 0 | 0 – 3 | 0 – 0    | 1 – 2   | 0 – 0      | 1 – 1      | 4 – 0      | 3 – 2         |
| Uit   | 3 – 1 | 1 – 0   | 2 – 2 | 2 – 1         | 1 – 0   | 0 – 1      | 0 – 1     | 1 – 0 | 1 – 0 | 1 – 1    | 0 – 0   | 1 – 0      | 2 – 0      | 2 – 0      | 2 – 3         |

### KNVB beker
| 1e ronde                                     | ZFC | 0 – 2 (0 – 1) | Velox                                |
| 4 oktober 1964 Plaats: Zaandam Westzanerdijk |     |               | 28' Leen Morelisse 57' Joop Optekamp |

## Statistieken ZFC 1964/1965

### Eindstand ZFC in de Nederlandse Tweede divisie A 1964 / 1965
| Stand | Gespeeld | Gewonnen | Gelijk | Verloren | Punten | Doelpunten voor | Doelpunten tegen |
| ----- | -------- | -------- | ------ | -------- | ------ | --------------- | ---------------- |
| 12e   | 30       | 8        | 9      | 13       | 25     | 28              | 34               |

### Topscorers
| #                | Naam                          | Goal |
| ---------------- | ----------------------------- | ---- |
| 1.               | Wietze Couperus               | 6    |
| 2.               | Piet Blok                     | 4    |
| 3.               | Rob de Vries                  | 3    |
| 3.               | Jan Wagendrever               | 3    |
| 5.               | Jos van Helvert               | 2    |
| 5.               | Harmen Veerman                | 2    |
| 7.               | Jan Brouwer                   | 1    |
| 7.               | Hans Deen                     | 1    |
| 7.               | Henk Jonk                     | 1    |
| 7.               | Cees Krock                    | 1    |
| 7.               | Piet Out                      | 1    |
| 7.               | Cor Smit                      | 1    |
| Eigen doelpunten |                               |      |
| –                | Joop Meijer (Zwartemeer)      |      |
| –                | Henk Overmars (Zwolsche Boys) |      |
| Totaal           | Totaal                        | 28   |

| #      | Naam        | Goal |
| ------ | ----------- | ---- |
| –      | Geen speler | 0    |
| Totaal | Totaal      | 0    |